# Jorge Arturo Pérez
Jorge Arturo Pérez es un actor, cantante y presentador de televisión colombiano.

## Carrera
Pérez inició su carrera en la televisión colombiana interpretando el personaje de "Tomillo" en la serie juvenil Oki Doki en 1992. La popularidad de la serie impulsó la carrera del actor en la década de 1990. En 1996 se desempeñó en el papel de Kike en la serie Pa' Machos. Un año después encarnó a Claudio en la telenovela Juliana, que mala eres. Sin límites de 1998 fue su siguiente aparición en la televisión colombiana. Dos años después integró el elenco de la longeva serie familiar Padres e Hijos en el papel de Néstor, personaje que interpretó entre los años 2000 y 2001.
En la década de 2000 registró algunas apariciones en la televisión colombiana, de las que destacan las producciones El precio del silencio (2002), Ángel de la guarda, mi dulce compañía (2003), A.M.A. La academia (2003), La saga (2004) y Me amarás bajo la lluvia (2004). También fue el presentador de la franja infantil del canal RCN llamada Bichos. Años después el actor decidió mudarse a los Estados Unidos acompañado de su esposa para trabajar en producciones teatrales en ese país.

## Filmografía seleccionada

### Televisión
- 2013 - Las Santísimas
- 2013 - Chica Vampiro
- 2004 - Me amarás bajo la lluvia
- 2004 - La saga, negocio de familia
- 2003 - A.M.A. La Academia
- 2003 - Ángel de la guarda, mi dulce compañía
- 2002 - El precio del silencio
- 2000 - Se armó la gorda
- 2000 - Padres e hijos
- 1998 - Sin límites
- 1997 - Juliana, qué mala eres!
- 1996 - Pa' Machos
- 1992 - Oki Doki